# Блинников, Сергей Петрович
Бли́нников Серге́й Петро́вич (5 мая 1945, Петрозаводск) — советский и российский государственный и хозяйственный деятель, председатель Совета Министров Республики Карелия (1989—1994), депутат Совета Федерации I созыва (1994—1996), Заслуженный работник народного хозяйства Республики Карелия (1995).

## Биография
Окончил Петрозаводский автодорожный техникум в 1964 году. После службы в армии работал мастером, инженером на заводе «Тяжбуммаш».
В 1970—1980 годах — инженер, главный инженер, директор Петрозаводского комбината промпредприятий.
В 1978 году окончил строительный факультет Петрозаводского государственного университета им. О. В. Куусинена, в 1984 году Ленинградскую Высшую партийную школу и в 1990 году Академию народного хозяйства при СМ СССР.
В 1985—1988 годах — министр жилищно-коммунального хозяйства Карельской АССР, в 1988—1989 годах — генеральный директор Карельского территориально-производственного объединения жилищно-коммунального хозяйства.
В декабре 1989 назначен председателем Совета Министров Карельской АССР. Оставался в должности вплоть до реформы органов власти республики, проведённой в июле 1994 года.
Во время Августовского путча, сославшись на недомогание, отказался от контактов со СМИ. Позже выступил по телевидению с поддержкой руководства РСФСР.
В ходе Октябрьского кризиса 1993 года вступил в конфликт с решением Верховного Совета КАССР, осуждающим президента Ельцина в отношении федерального ВС. Блинников оценил это решение как «препятствующее свободному волеизъявлению жителей республики и толкающее её на открытый конфликт с президентом» и пригрозил прекратить сотрудничество с парламентариями, если они его не пересмотрят и не вернутся к рассмотрению экономических проблем.
12 декабря 1993 года избран депутатом Совета Федерации I созыва. Входил в состав Комитета Совета Федерации по бюджету, финансовому, валютному и кредитному регулированию, денежной эмиссии, налоговой политике и таможенному регулированию.
На первых всенародных выборах главы Карелии в 1994 году отказался от борьбы в пользу Виктора Степанова, избранного в итоге на безальтернативной основе.